# Maria-Hilf-Kapelle (Lauterhofen)

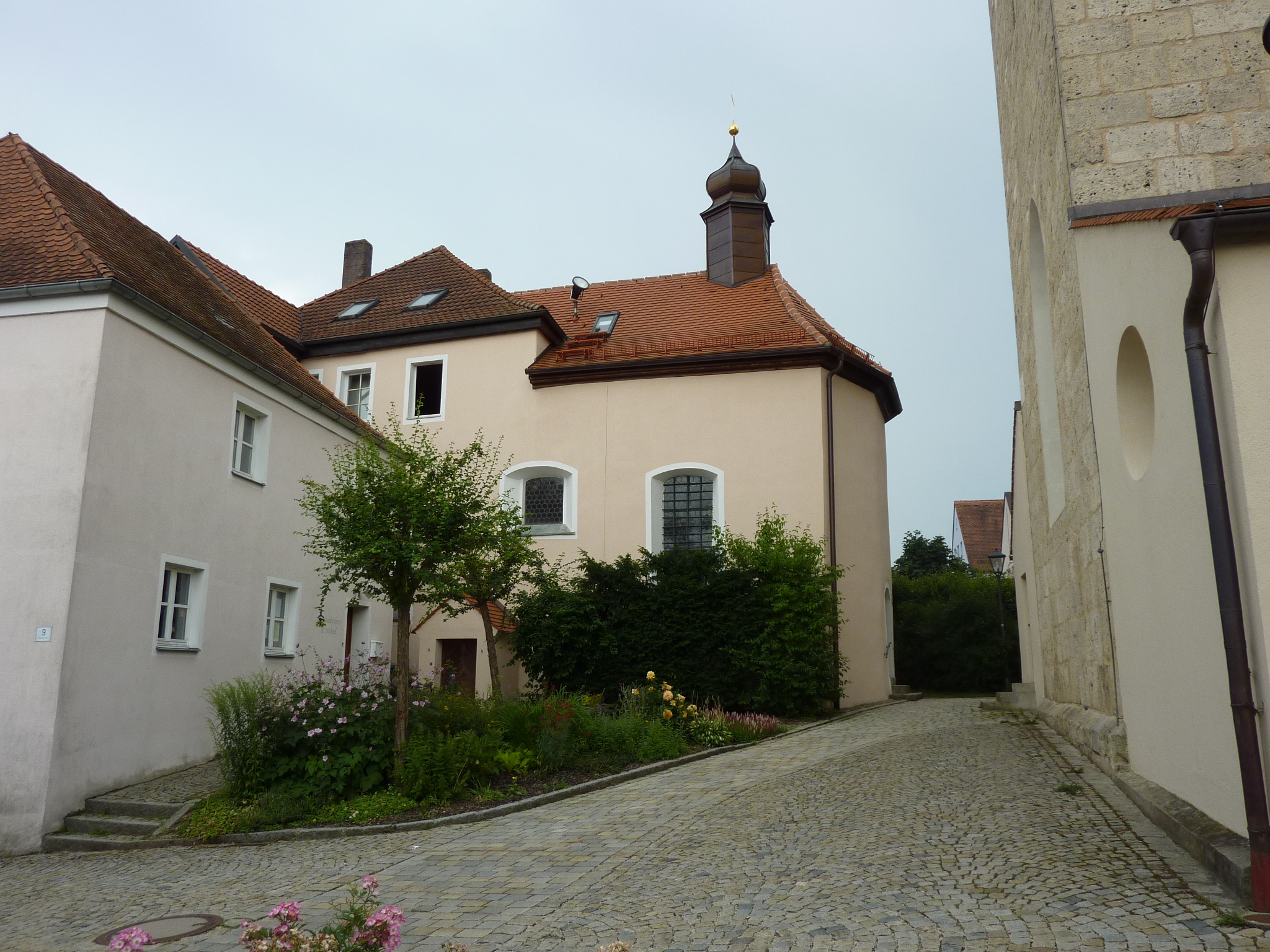
Maria-Hilf-Kapelle (Lauterhofen)

Die römisch-katholische, denkmalgeschützte Kapelle Maria Hilf steht in Lauterhofen, einem Markt im Landkreis Neumarkt in der Oberpfalz. Die Kapelle gehört zum Dekanat Habsberg im Bistum Eichstätt. Das Bauwerk ist unter der Denkmalnummer D-3-73-140-8 als Baudenkmal in die Bayerische Denkmalliste eingetragen.

## Beschreibung
Die Kapelle, eine im östlichen Bereich des benachbarten Gebäudes integrierte Saalkirche, wurde vor 1711 unter Einbeziehung des östlichen zweigeschossigen spätromanischen Beinhauses errichtet. Das Langhaus mit zwei Jochen, das mit einem Stichkappengewölbe überspannt ist, liegt höher als der eingezogene, querrechteckige, mit einem Kreuzgratgewölbe überspannte Chor, der vom Beinhaus übernommen wurde. In der Wand des Chors ist eine Apsis ausgespart. Auf dem Dach des Langhauses erhebt sich ein sechseckiger Dachreiter, der mit einer Zwiebelhaube bedeckt ist.
Zur Kirchenausstattung gehört ein kleiner Altar von 1710, dessen Altarretabel ein Bild der Maria-Hilfe enthält.